# 亚硒酸锌
亚硒酸锌是一种无机化合物，化学式为ZnSeO3。

## 制备
将二氧化硒溶于水，加入氧化锌，搅拌使其反应完全，洗涤沉淀、干燥，得到亚硒酸锌。